# Euphorbia dregeana
Euphorbia dregeana är en törelväxtart som beskrevs av Ernst Meyer och Pierre Edmond Boissier. Euphorbia dregeana ingår i släktet törlar, och familjen törelväxter. Inga underarter finns listade i Catalogue of Life.

## Bildgalleri

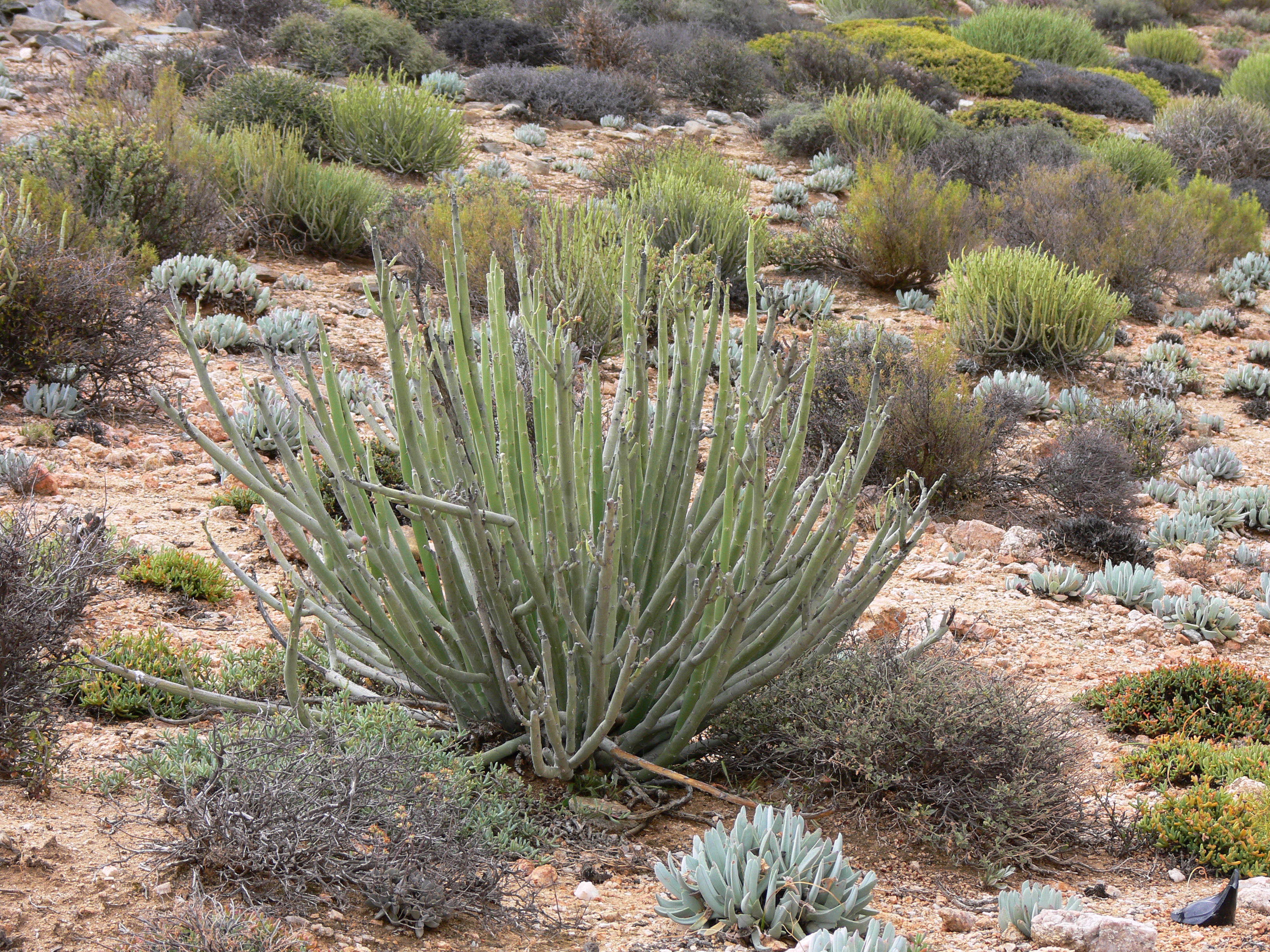
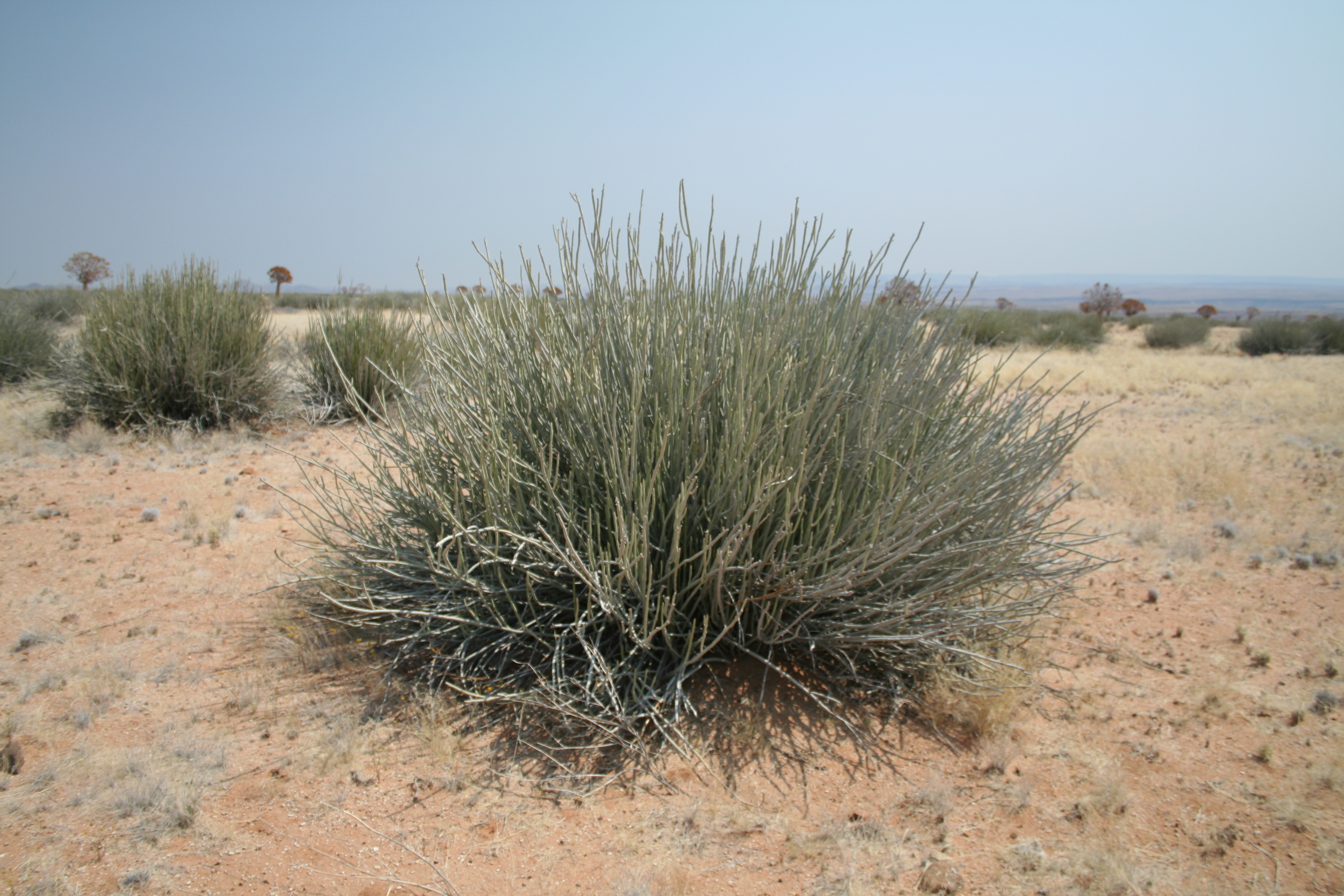
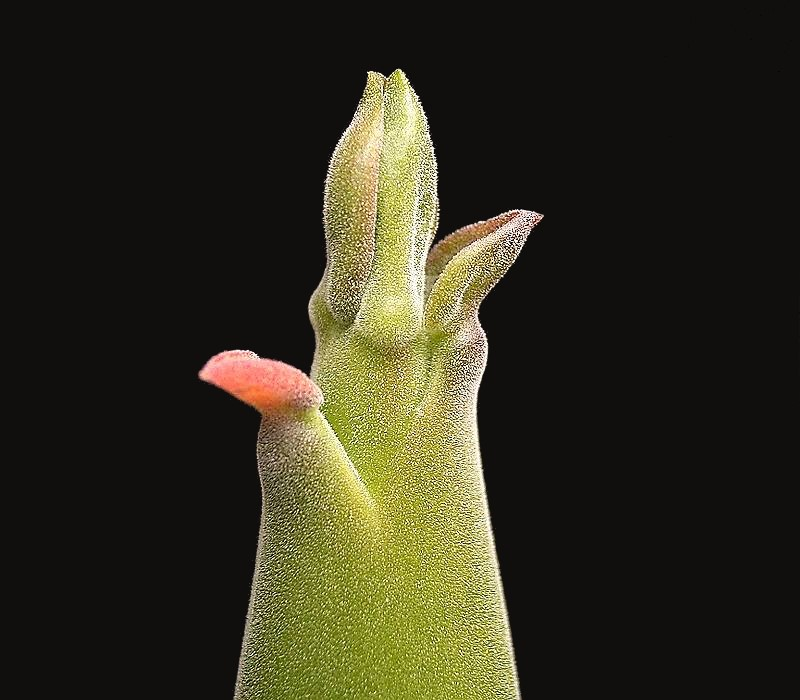
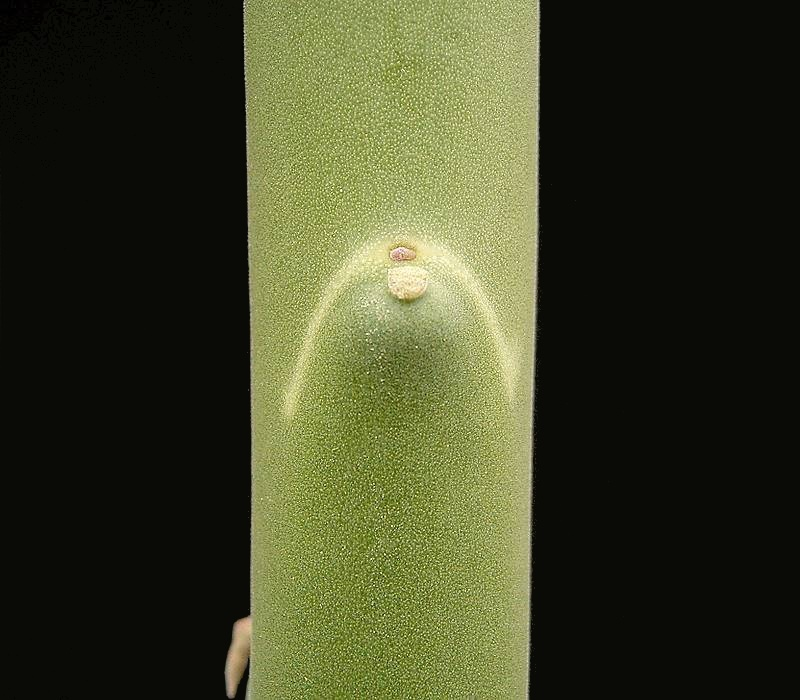